# Franco Etti
'Franco Etti (Franco Ciocchetti, 24 de julio de 1938, Crova, Italia; 03 de septiembre del 2024, CDMX, México)'. Guitarrista de Jazz, compositor, arreglista y profesor. Músico Italiano radicado en México, padre de Anna Ciocchetti (actriz mexicano-española). 
Franco Etti es un experimentado Guitarrista dentro del Jazz Clásico. En él se han conjugado la búsqueda de la perfección y de la sencillez de quien sabe que esa perfección es una meta inaccesible: "Al tocar jazz, se inicia un juego muy emotivo en el cual el conocimiento, la experiencia, el azar y las circunstancias del momento determinan el resultado" . Franco Etti.

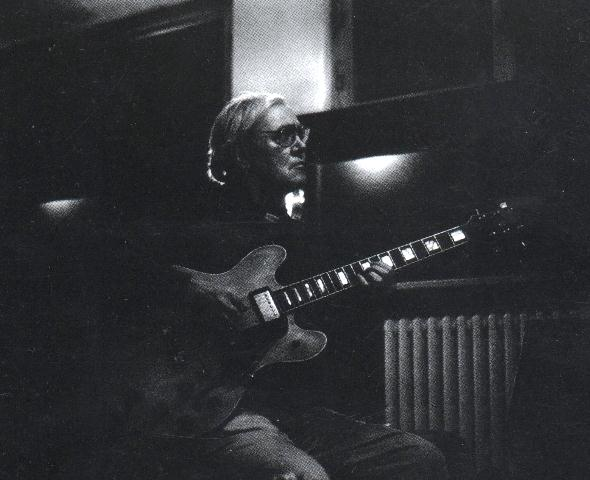
Franco Etti, Guitarrista de Jazz

## Historia
Hijo de una familia campirana del norte de Italia, desde muy joven ingresó al Liceo Musical de Vercelli Italia, donde estudió guitarra clásica y teoría musical, posteriormente se trasladó a Torino y formó parte de diversos grupos musicales.
Fue en aquellos años cuando la pasión por el jazz hizo que dejara la guitarra clásica por la guitarra eléctrica, comenzando su carrera como músico de jazz. De Torino se fue a Madrid, donde tuvo la oportunidad de tocar con los músicos más importantes de allá, como Pedro Iturralde, Pepe Sánchez, Santiago Reyes, entre otros.
En el año de 1972 viaja a México contratado por la Nacional Hotelera y se dedica por algún tiempo a la música popular, fue director artístico y arreglista de algunos cantantes populares de aquellos años. También musicalizó varios documentales del cinematógrafo Ramón Bravo y escribió la música para la película "La Casa de Bernarda Alba” dirigida por Gustavo Alatriste, con el texto del gran poeta y dramaturgo español Federico García Lorca.
"El encuentro con el maestro Humberto Hernández Medrano cambió mi vida" dice el músico, con él estudió armonía, contrapunto, fuga, orquestación y armonía funcional. Desde entonces se dedicó plenamente al Jazz participando en muchas presentaciones con diferentes formaciones: en cuarteto, trío e incluso dúo, entre los que destacan el dúo con talentoso contrabajista Alberto Gonzales Pedrero. 
Participó en el "Primer Festival Internacional de Jazz" de la Sala "Ollin Yoliztli" tocando con Farnk Collett al piano y Sam Most en la flauta y sax, así mismo actuó en diversas presentaciones para programas televisivos de jazz con el prestigioso contrabajista Darek Oles (Darek|Oleszkiewicz) y el baterista mexicano Félix Agüero. 

En 1990 vuelve a Italia: presentaciones y grabación en vivo, también se desenvuelve como profesor de armonía funcional y técnicas de improvisación en el Liceo Musical de Vercelli. Retorna a México en el año 2000. Franco viajó en giras como músico durante un lapso de más de 50 años a varios lugares del mundo como: España, Francia, Estados Unidos y Latinoamérica entre otros. 

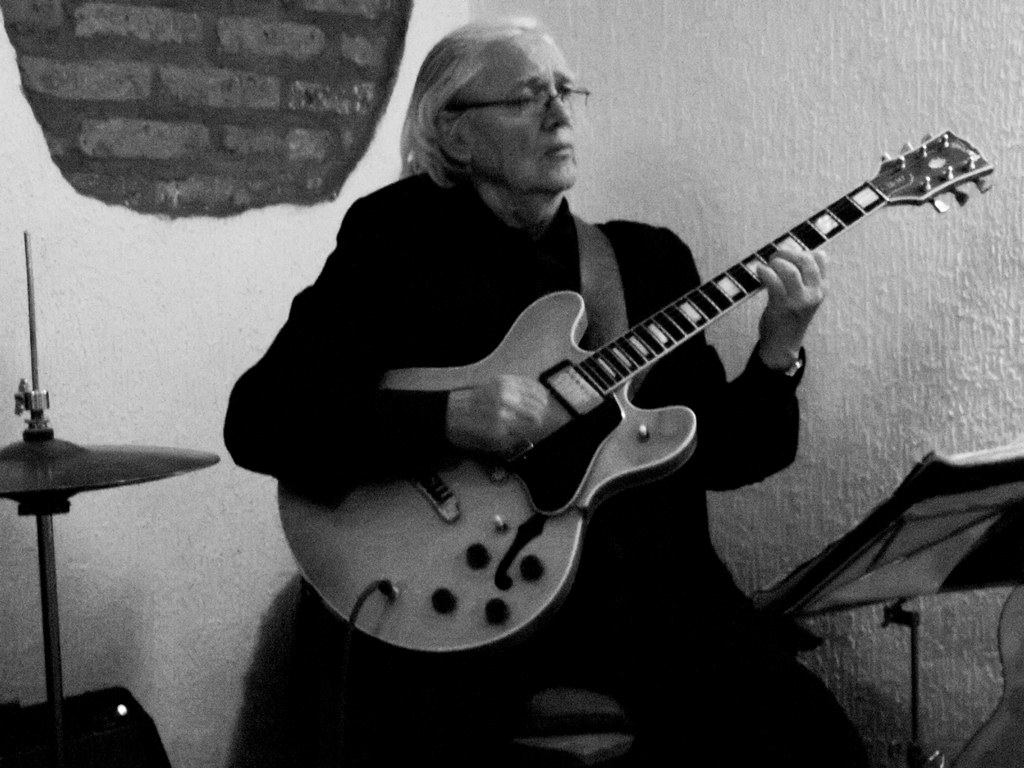
Franco Etti, 2011.

“The Mirror” es el título de su primera grabación en estudio registrada en el año 2010. En la actualidad continúa su carrera artística como Jazzista profesional y maestro de guitarra en la Ciudad de México.

## Discografía
- “En Vivo desde Vercelli Italia” Trio en directo alrededor de los años 90’.

- “The Mirror” Franco Etti Jazz Guitar Trio, 2010 México. Disco que cuenta con 12 temas; estándares de jazz y composiciones propias. Franco Etti Guitarra, Pilar Sánchez Contrabajo y Alejandro López Batería; músicos invitados: Cesar Solís y Alberto Gonzales Pedrero Contrabajo, Jako Gonzales Sax Alto.